# 慶珍
慶珍（：／ Gyeong Jin，1125年？—1177年），高麗武臣，本贯清州，高丽武人政权首领庆大升的父亲。

## 生平
1174年（高丽明宗四年）趙位寵在西京平壤作乱，同知樞密院事慶珍担任右軍兵馬使会同尹鱗瞻爲元帥、樞密院副使奇卓誠爲副元帥、知樞密院事陳俊爲左軍兵馬使、上將軍崔忠烈爲中軍兵馬使、攝大將軍鄭筠知兵馬事、上將軍趙彦爲前軍兵馬使、攝大將軍文章弼知兵馬事、上將軍李齊晃爲後軍兵馬使、司宰卿河斯清知兵馬事攻打西京。
十二月二十九日壬午，明宗以鄭仲夫爲門下侍中，陳俊知政事，慶珍知門下省事，奇卓誠知樞密院事，宋有仁爲樞密院副使、兵部尚书，李光挺爲樞密院副使、御史大夫。
慶珍官至中書侍郎平章事，庆珍性情貪鄙，多奪人田。死后，庆大升将田产案納選軍，一無所取，人们都佩服庆大升的清廉。

## 相关影视作品
- 《武人时代》，KBS，2003年~2004年，演员：金誠謙